# Comuna Ponîkovîțea, Brodî
Ponîkovîțea (în ucraineană Пониковиця) este o comună în raionul Brodî, regiunea Liov, Ucraina, formată din satele Hlușîn, Holoskovîci, Kosarșciîna, Kovpîn Stavok, Ponîkovîțea (reședința) și Suhodolî.

## Demografie
Componența lingvistică a comunei Ponîkovîțea
     Ucraineană (99,41%)
     Alte limbi (0,5%)
Conform recensământului din 2001, majoritatea populației comunei Ponîkovîțea era vorbitoare de ucraineană (99,41%), existând în minoritate și vorbitori de alte limbi.